# Abarsal
En Oriente Próximo, Abarsal  es el nombre de un antiguo estado oriental, citado en una carta de un rey de Mari, llamado Enna-Dagan, al rey de Ebla, así como un Tratado de Ebla - Abarsal suscrito entre Ebla y la propia Abarsal.
Ese estado y su localización todavía son objeto de la discusión de los expertos. Algunos autores identifican a Abarsal con una antigua ciudad-estado de Aššur, en la alta Mesopotamia; otros piensan que se trata de un lugar existente en la propia Siria, junto al Éufrates o en algún punto del bajo Khabur.